# TD-CDMA
TD-CDMA es una de las 6 interfaces de radio del estándar 3G o IMT-2000.
Aunque el mercado 3G está dominado por W-CDMA y CDMA2000, se desarrolló un estándar en China conocido como TD-CDMA, el cual ofrece servicios de voz (por commutación de circuitos) y servicios de datos (por commutación de paquetes) con tasas de transmisión de hasta 2 Mbps. Este estándar utiliza la técnica de Duplexación por División del Tiempo (TDD-Time Division Duplex) en el cual las señales transmitidas y recibidas son enviadas a la misma frecuencia pero en diferentes instantes de tiempo.

## Funcionamiento del TD-CDMA
TD-CDMA se basa en una combinación de acceso múltiple por división en tiempo (TDMA) y de acceso múltiple por división en código (CDMA).

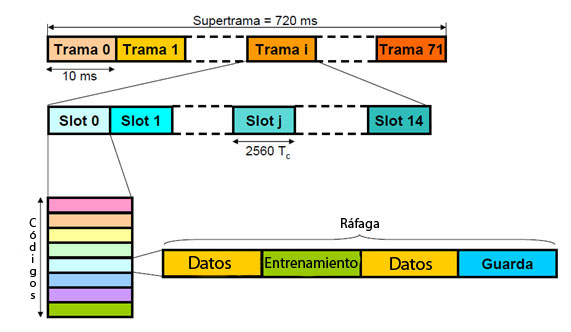
Tramas y slots en TD-CDMA

Para poder dividir el espacio temporal, se definen unos slots temporales, de manera que cada usuario utiliza su slot para transmitir datos. En el caso del TD-CDMA, los "usuarios" son los canales de bajada y de subida. Dentro de cada slot hay cuatro tipos de información: unos primeros bytes de datos, bytes de "entrenamiento" (Midamble en inglés), de nuevo bytes de datos y finalmente un tiempo de guarda (GP) para evitar problemas de sincronismo. 
En cada slot, en TD-CDMA, hay muchos usuarios (terminales) diferentes. Para evitar interferencias se asigna un  código en cada terminal. Los datos a transmitir serán multiplicados por este código (con una XOR lógica) y entonces serán enviados. El receptor, que tendrá el código del emisor, podrá demodular la señal para obtener la información. Así pues, podrán convivir en el mismo slot temporal varios terminales a la vez. La longitud de los códigos es fija dentro de un mismo sistema y, para el caso de TD-CDMA, se suelen utilizar 2560 chips para cada código.
Sin embargo, la elección del tamaño de los slots temporales debe hacerse respetando un compromiso. Por un lado, si los slots son demasiado grandes, existe el peligro de transmitir demasiada información redundante si no hay suficientes datos para llenar el slot (O sea, estamos desaprovechando los recursos). Por otro lado, slots demasiado pequeños implican repetir constantemente la cabecera de los datos para enviar poca información cada vez.

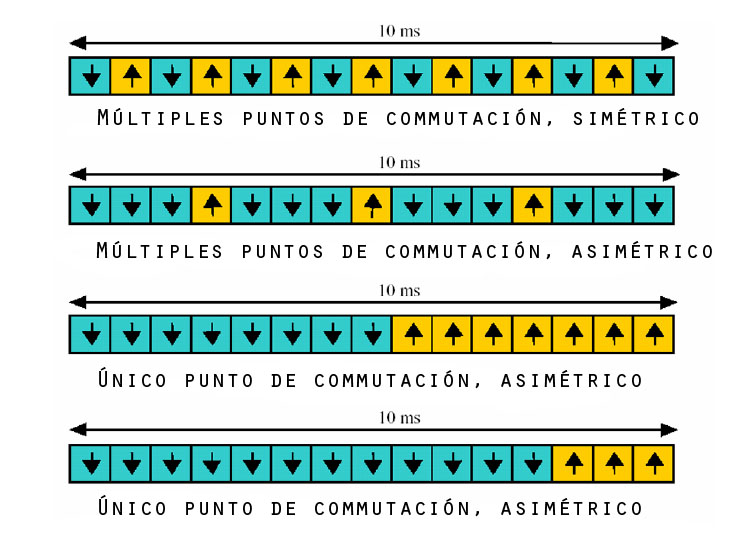
Transmisiones de bajada y subida

Un buen compromiso es que cada frame de 10 ms sea dividido en 15 slots temporales, donde cada slot puede ser dedicado a la transmisión de subida o de bajada. Como mínimo tiene que haber uno de cada.

### Ventajas
Lógicamente, TD-CDMA tiene las ventajas y los inconvenientes que tienen TDMA y CDMA por separado.
En cuanto a las ventajas, esta tecnología se utiliza con modulaciones digitales. Esto ha permitido, entre otras cosas, utilizarlo para la conmutación de paquetes.
Otra ventaja clara es que, utilizando TD-CDMA, no se necesita una planificación frecuencial. Así pues, tenemos una mayor eficiencia espectral (no quedan canales frecuenciales sin utilizar) y presenta una protección frente a escucha no deseada.

### Inconvenientes
En cuanto a los inconvenientes, TD-CDMA requiere una sincronización temporal muy estricta para evitar colisiones entre diferentes usuarios, es decir, necesita time advance. El time advance es una tecnología que provoca que todos los usuarios emitan de manera que las señales lleguen al mismo tiempo a la estación base correspondiente. De modo que los terminales que están más alejados de la estación base deberán emitir antes que los que están más cerca.
Otro gran inconveniente es que, debido a la utilización de códigos, la regeneración de la señal es bastante compleja y, por tanto, es lenta computacionalmente hablando. Además, todas las señales de todos los terminales deben llegar con la misma potencia al receptor. La capacidad de un sistema TD-CDMA cambia según el nivel de interferencia del canal. Si intentamos maximizar la capacidad, la potencia de la señal deberá ser mínima.

## UTRA (Universal Terrestrial Radio Access)
Acceso Universal de Radio Terrestre en castellano, ha sido especificado en el proyecto 3GPP e identifica el modo de acceso a UMTS. Los dos modos con los que se puede acceder son:
- Modo FDD (Frequency Division Duplex): los enlaces de las transmisiones de subida (uplink) y bajada (downlink) para un terminal utilizan bandas de frecuencia diferentes separadas entre sí. Este sistema de división es útil para transmitir por conmutación de circuitos, ya que ofrece una QoS una vez realizada la conexión. Así pues, es apropiado para macro y micro celdas y para ambientes con una alta movilidad, con tasas de hasta 384 Kbps.

- Modo TDD (Time Division Duplex): en este caso, las transmisiones de subida y bajada utilizan el mismo canal freqüencial. Para no interferir entre ellas, utilizan intervalos de tiempo (llamados slots) para transferir los datos. Este modo es útil para micro y pico celdas y para ambientes con una baja movilidad, consiguiendo hasta 2 Mbps.

### Modo UTRA TDD[1]
El modo UTRA TDD basa su funcionamiento de accesio en TD-CDMA. 
Los slots temporales sobre la portadora de radio pueden ser ubicados simétricamente, es decir, hay el mismo volumen datos de subida y de bajada (por servicios de voz) o asimétricamente, cuando no hay el mismo volumen de datos de subida y de bajada (por servicios de datos). Esto facilita hacer un uso eficiente del espectro disponible. Las tasas de bits en ambas direcciones de transmisión pueden diferir significativamente en el caso de utilizar asimetría.
Por lo tanto, podríamos concluir que el modo TDD es particularmente adecuado para ambientes con alta densidad de tráfico y por la cobertura en interiores, donde las aplicaciones requieren altas velocidades de datos y tienden a crear tráfico altamente asimétrico (por ejemplo, acceso a Internet).

## Especificaciones técnicas[2]
- Banda de frecuencia: 1900 MHz - 1920 MHz y 2010 MHz - 2025 MHz (TDD)
- La Separación de canales es de 5 MHz y la de trama es de 200 kHz
- Banda de frecuencia mínima necesaria: ~ 5 MHz, ~ 1.6 MHz con 1.28 Mcps
- Codificación de voz: AMR (y GSM EFR) codec.
- Codificación de canal: codificación convolucional, Turbo-código para datos de alta transmisión.
- La trama de TDMA consiste en 15 timeslots.
- Soporta la conexión simétrica.
- Datos por conmutación de circuitos y de paquetes.
- Modulación QPSK.
- Chip rate: 3.84 Mcps o 1.28 Mcps.
- El único tipo de Handover posible es el hard handover.
- Período de control de la potencia: 100 Hz o 200 Hz UL, ~ 800 Hz DL.